# Valeria Gagealov
Valeria Gagealov (Galați, 1931. december 9. – Bukarest, 2021. február 9.) román színésznő.

## Élete
1954-ben szerzett színművészeti diplomát, majd a bukaresti Nemzeti Színház tagja volt 2004-ig. Emlékezetes szerepe volt Sonia John Steinbeck Egerek és emberek színdarabjában, amelyet 13 éven át játszott. Első filmszerepét az 1957-es A falu réme (La moara cu noroc) című filmben kapta.

## Magánélete
Az 1950-es évek elején Constantin Codrescu színésszel kötött házasságot, de végül válással végződött ez a kapcsolat. Második férje Andrei Magheru diplomata volt, aki 1990-ben Románia franciaországi nagykövete lett, így ebben az időszakban Párizsban élt.
2021. február 9-én hunyt el koronavírus-fertőzés következtében a bukaresti Elias Egyetemi kórházban (Spitalul Universitar de Urgență Elias).

## Filmjei
- A falu réme (La moara cu noroc) (1957)
- Momente Caragiale – Tren de plăcere (1958)
- Mutter Courage (1962)
- Traianus oszlopa (Columna) (1968, hang)
- Az elítéltek kastélya (Castelul condamnaților) (1970)
- Mihai Viteazul (1971, hang)
- Estély (Serata) (1971)
- Puterea și adevărul (1972)
- Conspiratia (1973)
- Un august în flăcări (1973, tv-sorozat)
- Departe de Tipperary (1973)
- Când trăiești mai adevărat (1974)
- Singurătatea florilor (1976)
- Az éneklő kutya (Mihail, cîine de circ) (1979)
- Bietul Ioanide] (1980, hang)
- Întoarcerea lui Vodă Lăpușneanu (1980)
- Ultima noapte de dragoste (1980)
- Promisiuni (1985)